# Estadio Miguel Alemán Valdés
Das Estadio Miguel Alemán Valdés ist ein Fußballstadion in Celaya, der drittgrößten Stadt im mexikanischen Bundesstaat Guanajuato. Es ist benannt nach dem ehemaligen mexikanischen Präsidenten Miguel Alemán Valdés, der das Land von 1946 bis 1952 regierte. Ursprünglich trug es die Bezeichnung Estadio de la Unidad Deportiva Municipal.

## Geschichte
Das Stadion wurde am 12. September 1954 eröffnet und diente dem Celaya FC als Heimspielstätte, als dieser 1954/55 in der Segunda División startete. Nachdem der Club 1958 in die Primera División aufstieg, war das Stadion erstmals Austragungsort von Erstligabegegnungen, bis der Verein drei Jahre später wieder in die zweite Liga abstieg.
Später war das Stadion noch einmal für die Dauer von siebeneinhalb Jahren Erstligaspielort, nachdem der erst 1994 infolge einer Fusion entstandene Club Atlético Celaya auf Anhieb in die erste Liga aufstieg, wo er zwischen Sommer 1995 und Ende 2002 spielte. Atlético erreichte in seiner ersten Saison im Fußball-Oberhaus sogar auf Anhieb die Finalspiele um die mexikanische Fußballmeisterschaft, so dass das Estadio Miguel Alemán Valdés am 1. Mai 1996 zum ersten und bisher einzigen Mal Austragungsort eines mexikanischen Meisterschaftsfinals war. Das Spiel gegen Necaxa endete 1:1 und weil das Rückspiel im Aztekenstadion von Mexiko-Stadt torlos blieb, gewann Necaxa aufgrund der in diesem Jahr geltenden Auswärtstorregel die Meisterschaft.
Außerdem hat das etwa 23.369 Zuschauer fassende Stadion eine lange Tradition als Austragungsort von Begegnungen der zweiten Liga, in der neben den beiden genannten Vereinen auch Tecnológico de Celaya (zwischen 1972 und 1978) und Linces de Celaya (1991–1993) spielten.
Nach dem Lizenzverkauf von Atlético Ende 2002 wurde der Celaya FC wiederbelebt. Seit der Saison 2011/12 spielt der Verein in der Liga de Ascenso.